# Петровское (Зайцевский сельский совет, Синельниковский район)
Петровское (укр. Петрівське) — село, Зайцевский сельский совет, Синельниковский район, Днепропетровская область, Украина.
Село ликвидировано в 1993 году.